# Encruzilhada do Sul
Encruzilhada do Sul é um município brasileiro do estado do Rio Grande do Sul. Ao longo de sua história, já foi conhecido como Santa Bárbara de Encruzilhada, Encruzilhada e, por fim, o atual nome. É o 20º município mais antigo do estado do Rio Grande do Sul, tendo sido criado em 19 de julho de 1849, e o 82º em quantidade populacional. Pertence à Mesorregião do Sudeste Rio-Grandense e à Microrregião das Serras de Sudeste. Dista 170 quilômetros da Capital Estadual, Porto Alegre, e 2.275 quilômetros da Capital Federal, Brasília.

## História
Ainda no Século XVIII, durante épocas de domínio português, porém marcado pelo confronto com os rivais espanhóis, foram demandados à Encruzilhada do Sul seus primeiros desbravadores. Estes, oriundos do Exército Português situado em Rio Pardo à época, e conhecido como 3.º Regimento de Cavalaria de Guardas, sob denominação de "Regimento de Dragões de Rio Pardo". Tais soldados, quando instalados em Encruzilhada, escolheram como Santa protetora a imagem de Santa Bárbara, dando origem ao primeiro nome do local: Santa Bárbara de Encruzilhada.
No decorrer dos anos de 1715 até 1766 os primeiros habitantes instalaram-se no Capivari, região que hoje fica a alguns quilômetros da cidade.
Surgiram na campanha os primeiros estabelecimentos pastoris, formados por uma vanguarda de missionários e índios, que lutaram juntamente com guardas que protegiam a Província das invasões espanholas.
Com a doação de uma parte de terras ao governo, onde fica a cidade de Encruzilhada do Sul, por Domingos Bitencur, para que fosse construída uma freguesia, começou a chegada dos primeiros povoadores de Rio Pardo, São Paulo, Açores e Laguna. Estes pioneiros instalaram-se onde hoje existe a atual praça Barão do Quaraí, no qual abriram um caminho até a capela de Santa Bárbara. Hoje este caminho é a Av. Rio Branco, que nos meados de 1850 chamou-se de Rua Direita.
Em 1799 o povoado é elevado a condição de Capela Curada e em 1837 passou a condição de Freguesia.
A  Lei nº 178, de 19 de julho de 1849, assinada pelo Tenente General Francisco José de Sousa Soares de Andréa, deu autonomia política ao município. Porém, a instalação solene dos primeiros representantes da Câmara Municipal do Município fora em 2 de janeiro de 1850, data da posse dos eleitos no ano anterior. Como primeiro presidente desta, foi eleito o Sr. Felisberto Pereira Borges. Os demais vereadores eleitos foram os Srs. Joaquim Antônio Barbosa, Libindo José Moreira, Manuel Antônio Correia da Silveira, Enéas Apolinário Pereira de Morais, Manuel Bibiano dos Santos e Antônio Correira da Silveira.
Na data de 26 de novembro de 1857, a lei provincial que criou o núcleo colonial de São Feliciano, um 5º distrito de Encruzilhada, hoje Dom Feliciano, que posteriormente se emancipou de Encruzilhada.
No ano de 1938 Encruzilhada foi elevada à cidade, começando a se chamar Encruzilhada do Sul sete anos depois, em 1943.

### Ruas e avenidas
Por volta de 1850 as ruas da então vila receberam denominações oficiais. Hoje elas são as principais ruas e avenidas da cidades, e suas atuais denominações são:
| Nomes Atuais:                 | Em 1850:        | Em 1850: |
| ----------------------------- | --------------- | -------- |
| Praça Dr. Ozy Teixeira        | Praça Municipal |          |
| Praça Barão do Quarai         | O Retiro        |          |
| Avenida Rio Branco            | Rua Direita     |          |
| Rua Dr. Zeno Pereira Luz      | Rua Nobre       |          |
| Rua Dom Feliciano             | Rua da Igreja   |          |
| Rua Tomás Flores              | Rua da Luz      |          |
| Rua Barão do Amazonas         | Rua da Lagoa    |          |
| Rua Honório Florisbal         | Rua do Rosário  |          |
| Rua Felipe Noronha            | Rua dos Alamos  |          |
| Avenida Cel. Honório Carvalho | Rua Alegre      |          |

## Geografia

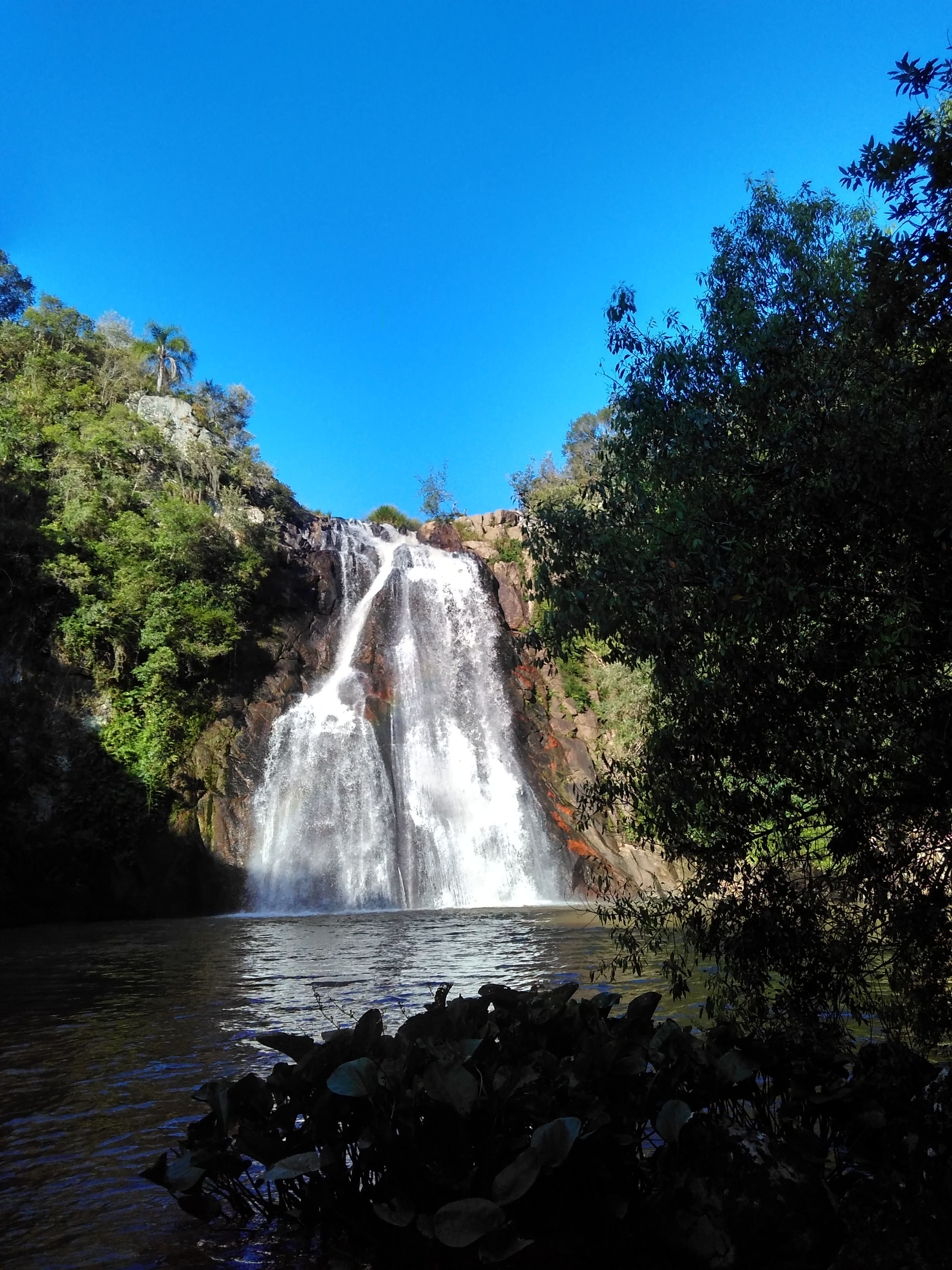
Salto D'água, junto ao Arroio da Caneleira, no interior do município.

Localiza-se a uma latitude 30º32'38" sul e a uma longitude 52º31'19" oeste, estando a uma altitude de 432 metros, no Alto da Serra do Sudeste. Área territorial de 3.348,319 km² e densidade demográfica de 7,33 hab/km². O município encontra-se entre duas bacias hidrográficas: Baixo Jacuí e a Camaquã, rio esse que banha o município com suas águas.
Segundo dados do Instituto Nacional de Meteorologia (INMET), desde 1931 a menor temperatura registrada em Encruzilhada do Sul foi de −3 °C em 7 de julho de 1955 e a maior atingiu 39,5 °C em 16 de novembro de 1985. O maior acumulado de precipitação em 24 horas chegou a 192 milímetros (mm) em 12 de abril de 1992, seguido por 156,7 mm em 4 de novembro de 1990 e 151,1 mm em 22 de maio de 1932.
| Dados climatológicos para Encruzilhada do Sul                                              | Dados climatológicos para Encruzilhada do Sul | Dados climatológicos para Encruzilhada do Sul | Dados climatológicos para Encruzilhada do Sul | Dados climatológicos para Encruzilhada do Sul | Dados climatológicos para Encruzilhada do Sul | Dados climatológicos para Encruzilhada do Sul | Dados climatológicos para Encruzilhada do Sul | Dados climatológicos para Encruzilhada do Sul | Dados climatológicos para Encruzilhada do Sul | Dados climatológicos para Encruzilhada do Sul | Dados climatológicos para Encruzilhada do Sul | Dados climatológicos para Encruzilhada do Sul | Dados climatológicos para Encruzilhada do Sul |
| Mês                                                                                        | Jan                                           | Fev                                           | Mar                                           | Abr                                           | Mai                                           | Jun                                           | Jul                                           | Ago                                           | Set                                           | Out                                           | Nov                                           | Dez                                           | Ano                                           |
| ------------------------------------------------------------------------------------------ | --------------------------------------------- | --------------------------------------------- | --------------------------------------------- | --------------------------------------------- | --------------------------------------------- | --------------------------------------------- | --------------------------------------------- | --------------------------------------------- | --------------------------------------------- | --------------------------------------------- | --------------------------------------------- | --------------------------------------------- | --------------------------------------------- |
| Temperatura máxima recorde (°C)                                                            | 38,8                                          | 37,6                                          | 39,1                                          | 33,8                                          | 29,8                                          | 27,1                                          | 27,9                                          | 31                                            | 33,4                                          | 37,3                                          | 39,5                                          | 37,9                                          | 39,5                                          |
| Temperatura máxima média (°C)                                                              | 29,2                                          | 28,5                                          | 27,1                                          | 23,9                                          | 19,9                                          | 17,5                                          | 17                                            | 19,4                                          | 20,4                                          | 23,2                                          | 25,9                                          | 28,4                                          | 23,4                                          |
| Temperatura média compensada (°C)                                                          | 22,8                                          | 22,3                                          | 21,1                                          | 18,3                                          | 14,9                                          | 12,7                                          | 11,9                                          | 13,7                                          | 14,7                                          | 17,3                                          | 19,5                                          | 21,7                                          | 17,6                                          |
| Temperatura mínima média (°C)                                                              | 18,3                                          | 18,2                                          | 17,2                                          | 14,7                                          | 11,7                                          | 9,6                                           | 8,5                                           | 9,8                                           | 10,8                                          | 13,1                                          | 14,8                                          | 16,9                                          | 13,6                                          |
| Temperatura mínima recorde (°C)                                                            | 8                                             | 6,8                                           | 6,2                                           | 1,1                                           | −0,4                                          | −2                                            | −3                                            | −2,3                                          | −1                                            | 1                                             | 3                                             | 5,3                                           | −3                                            |
| Precipitação (mm)                                                                          | 155,9                                         | 130,4                                         | 111,3                                         | 137,5                                         | 137                                           | 135,6                                         | 174                                           | 124,5                                         | 160,4                                         | 177,6                                         | 121,3                                         | 139,4                                         | 1 704,9                                       |
| Dias com precipitação (≥ 1 mm)                                                             | 10                                            | 9                                             | 8                                             | 8                                             | 8                                             | 8                                             | 9                                             | 9                                             | 9                                             | 10                                            | 8                                             | 8                                             | 104                                           |
| Umidade relativa compensada (%)                                                            | 72,7                                          | 75,6                                          | 75,8                                          | 77,3                                          | 81                                            | 81,6                                          | 80                                            | 75,7                                          | 77                                            | 75,8                                          | 70,4                                          | 69,7                                          | 76,1                                          |
| Insolação (h)                                                                              | 223,3                                         | 191,8                                         | 200,6                                         | 154,1                                         | 137,9                                         | 121,1                                         | 131,4                                         | 135                                           | 137,8                                         | 162,9                                         | 202,5                                         | 222,1                                         | 2 020,5                                       |
| Fonte: INMET (normal climatológica de 1991-2020; recordes de temperatura a partir de 1931) |                                               |                                               |                                               |                                               |                                               |                                               |                                               |                                               |                                               |                                               |                                               |                                               |                                               |

## Praças e parques

### Praça Dr. Ozy Teixeira
Em homenagem ao último intendente municipal e também primeiro prefeito do município, o qual mandou jardinar a então praça, mudando a fisionomia da cidade. Anteriormente esta praça denominou-se Julio de Castilhos, numa homenagem a este político gaúcho, seguidor do ideário positivista.

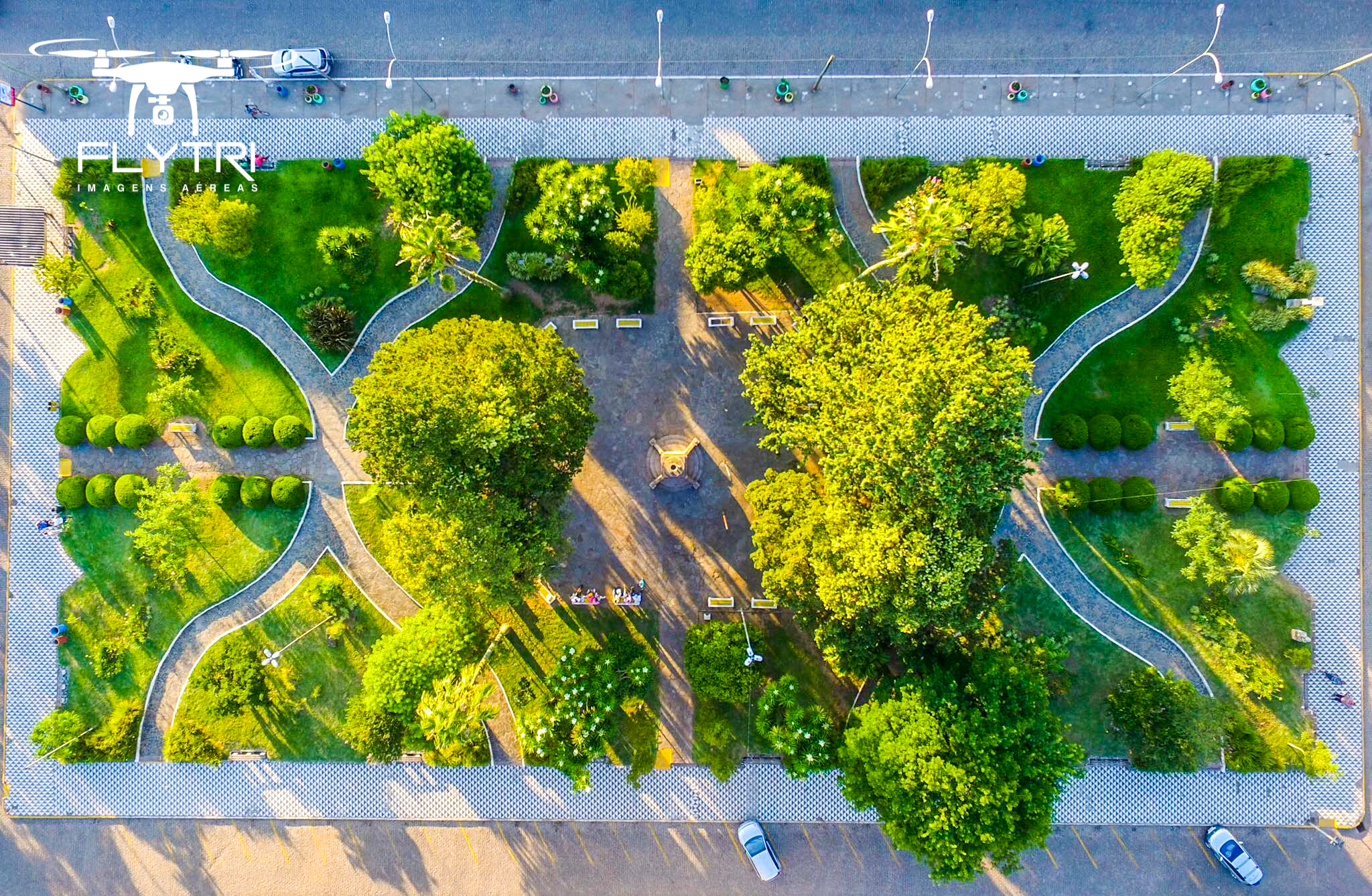
Imagem aérea da Praça Dr. Ozy Teixeira

Na praça Dr. Ozy Teixeira encontra-se o Altar da Pátria, composto por uma pira construída por Fernando Romagnoli, majestoso monumento de arte, trabalho executado em granito de quatro cores, extraído das jazidas de granito de Encruzilhada do Sul. A Pira foi inaugurada em 31 de agosto de 1942 com o fogo simbólico vindo de São João del-Rei. Encontra-se também o monumento em homenagem a Tiradentes.

### Praça Silvestre Corrêa
Chamada antigamente por Praça das Carretas e Praça da Igreja, homenageia o primeiro intendente municipal. A praça foi ajardinada em 1928 no governo do Dr. Ozy Teixeira.
O monumento ao médico sanitarista Dr. Clóvis Itaqui Trindade, encontrado na praça Silvestre Corrêa, o homenageia pelo amor e dedicação que teve à terra e ao povo encruzilhadense. Em 1939 veio para Encruzilhada com a finalidade de organizar a saúde pública no município. Para tal fim criou o Posto de higiene da Avenida Rio Branco. O monumento foi idealizado pelo Rotary local e teve a adesão do povo encruzilhadense, tanto das pessoas radicadas no município, como aquelas residentes em outras comunidades.
O monumento de Ruy Barbosa colocado em destaque na parte central da praça, ficava dois degraus mais elevado do que o restante da mesma. Na esquina da praça com a rua Dom Feliciano encontra-se, entre frondosas árvores, destacando uma das figuras mais importantes do cenário nacional.
Também está presente, virado para a Rua Thomas Flores, um busto homenagenando Felipe Noronha.

### Praça Barão do Quaraí
Homenageando Dr. Pedro Rodrigues Fernandes Chaves, o Barão do Quaraí, homem que muito contribuiu para a formação do município, localiza-se na entrada da cidade, e fora antigamente conhecida como O Retiro. Foi inaugurada no ano de 1949 nela se encontram os monumentos em homenagem ao Centenário do Município (1949), ao Sesquicentenário da Revolução Farroupilha (1985) e a Santa Bárbara, padroeira do município. Os dois últimos monumentos  foram revestidos pela marmoraria local totalmente com granito extraído das jazidas de granito de Encruzilhada do Sul.

### Praça São Cristóvão
A praça é uma homenagem a São Cristóvão que é o padroeiro dos motoristas e, por extensão, dos viajantes. Foi construída uma estatua do santo revestida totalmente com o granito local, que atualmente serve como ponto de referencia para a saída da procissão realizada anualmente pelos caminhoneiros em homenagem a São Cristóvão.

### Parque Desidério Finamor
Também conhecido como Parque de Exposições, é o local onde se realizam as exposições e feiras agropecuárias do município, como o extinto Festival Estadual da Ovelha. No local pode ser encontrado um obelisco em homenagem ao primeiro prefeito da cidade, Dr. Ozy Teixeira.

## Economia
A economia encruzilhadense se baseia no comércio, fruticultura, silvicultura e agropecuária, com produção de soja, trigo, arroz, bovinos e ovinos. Há também grande potencial para a extração de rochas graníticas, tanto ornamentais quanto de revestimento. Segundo dados do IBGE, o setor terciário representa mais metade do Produto Interno Bruto do município, seguido do setor primário como o segundo com maior representatividade no PIB municipal, ficando o setor secundário com menor representatividade: cerca de 10%.

### Setor Primário

#### Fruticultura
Encruzilhada demonstra grande potencial para a fruticultura, sendo o município com maior área plantada para o cultivo de melancias do estado. Também há a plantação de amoras, figo, kiwi, maçã, pêra, pêssego e uvas.

#### Silvicultura
A silvicultura é uma das áreas que mais cresceram no município nos últimos anos. Gera mais de 2.200 empregos diretos, com uma área plantada de mais de 80.000 hectares, com qualidades de pinus, eucaliptos e acácias. A Celulose Riograndense é a empresa de maior representatividade atuante nesta área no município. Atualmente, o reflorestamento gera em torno de 23% da arrecadação do município.

## Paleontologia
No município estão localizados afloramentos de grande importância e que têm contribuido para a paleobotânica na Formação Rio Bonito e data do Sakmariano, no Permiano.

## Filhos ilustres
- Biografias de encruzilhadenses notórios